# تجمع بدو راس جولة (المكلا)

تعديل مصدري - تعديل

تجمع بدو راس جولة هي إحدى قرى عزلة المكلا بمديرية المكلا التابعة لمحافظة حضرموت، بلغ تعداد سكانها 61 نسمة حسب تعداد اليمن لعام 2004.